# Selfkant
Selfkant é um município da Alemanha, localizado no distrito de Heinsberg, Renânia do Norte-Vestfália.